# Nils Gregers Ingvald Wulfsberg
Nils Gregers Ingvald Wulfsberg, född 25 juli 1847 i Kristiania (nuvarande Oslo), död 10 juni 1888 utanför Arendal under hemresa från Alger, var en norsk läkare och farmakolog. Han var sonson till Niels Wulfsberg.
Wulfsberg blev candidatus medicinæ 1873, studerade växtanatomi i Lund och Göttingen 1876–1878, där han var assistent vid farmakologiska institutionen och tog doktorsgraden i medicin. Han var universitetsstipendiat i farmakologi från Kristiania universitet 1877 och överläkare vid Diakonissehospitalet 1882–1887, då han av hälsoskäl reste utomlands. 
Wulfsberg skrev botaniska (om mossor), farmakologiska och farmakognostiska avhandlingar och var redaktör för "Jahresberichte über die Fortschritte der Pharmacognosie".
I sin ungdom ägnade han sig åt bergsbestigning. Tillsammans med Axel Blytt och Nils Gerhard Wilhelm Lagerstedt nådde han toppen på Store Dyrhaugstind 1867.